# Saint Georges aux rochers rouges
Saint Georges aux rochers rouges – ou Saint Georges et le Dragon – est un tableau du peintre français Maurice Denis réalisé en 1910. 

## Description
Cette huile sur toile est une peinture chrétienne qui représente un paysage littoral rocheux dans lequel Georges de Lydda charge un dragon sur son cheval blanc, encouragé par les prières d'une princesse qui se tient en retrait. Illustration du passage de La Légende dorée que Jacques de Voragine consacre à ce saint, la scène se déroule dans un décor qui est celui de la Côte de granit rose, en Bretagne plutôt qu'en Libye, et elle a lieu sous le regard de plusieurs femmes vêtues d'un costume breton anachronique. Aujourd'hui partie des collections du musée d'Orsay, à Paris, l'œuvre se trouve en dépôt au musée des Beaux-Arts d'Angers depuis 1950.